# Julian Byng
Julian Hedworth George Byng, 1.º Visconde Byng de Vimy GCB GCMG MVO (Wrotham Park, 11 de setembro de 1862 – Thorpe-le-Soken, 6 de junho de 1935) foi um oficial do Exército Britânico e o 12.º Governador-geral do Canadá.

## Biografia
Conhecido pelos amigos como "Bungo", nasceu no seio de uma família nobre em Wrotham Park em Hertfordshire, Inglaterra, e estudou no Eton College, tal como os seus irmãos. Depois de se licenciar, Byng prestou serviço como oficial de milícias seguindo-se uma comissão no Egipto e Sudão, antes de ir para o Staff College at Camberley. Ali, conheceu alguns amigos que seriam seus colegas quando passou a oficial superior em França. Depois de se distinguir na Primeira Guerra Mundial — em particular na Força Expedicionária Britânica em França, na Campanha de Galípoli, como comandante do Corpo Canadiano em Vimy Ridge, e como comandante do 3.º Exército Britânico — Byng foi distinguido em 1919 com o pariato. Em 1921, foi nomeado governador-geral pelo rei Jorge V, por recomendação do primeiro-ministro do Reino Unido David Lloyd George, para substituir o Duque de Devonshire como vice-rei, e ocupar esse posto até ser sucedido pelo Visconde de Willingdon em 1926.
Depois do seu serviço como vice-rei, Byng regressou para ser nomeado Comissário da Polícia Metropolitana, e distinguido como Visconde Byng de Vimy. Três anos de chegar a marechal-de-campo, Byng morreu em sua casa em 6 de Junho.